# Opština Vraneštica
Vraneštica (makedonsky Вранештица) byla opština na západě Severní Makedonie, která vznikla v roce 1996 při stanovování nových hranic a byla zrušena v roce 2013 při přeorganizování makedonských územních celků. Opština byla přiřazena k opštině Kičevo. Vraneštica je také název vesnice, která bývala centrem opštiny. Opština byla součástí Jihozápadního regionu a posledním starostou byl Vančo Srbakovski.

## Demografie
Podle sčítání lidu v roce 2002 žilo v opštině celkem 1 322 obyvatel. Etnické skupiny byly:
- Makedonci – 1033
- Turci *– 276
- Albánci – 10
- Srbové – 2
- ostatní

Pozn. Místní makedonští muslimové se z politických důvodů označovali za Turky.